# Portada/efemèride gener 13
Isabel-Clara Simó
« 12 de gener · 13 de gener · 14 de gener »